# Mezinárodní folklorní festival Strážnice
Mezinárodní folklorní festival Strážnice je folklórní festival, který se každoročně koná ve městě Strážnice v okrese Hodonín v Jihomoravském kraji. Organizátorem festivalu je Národní ústav lidové kultury a město Strážnice. Jde o druhý nejstarší folklorní festival v České republice, jeho první ročník proběhl roku 1946. Zpočátku šlo o akci pro soubory z Československa, od roku 1957 vystupují také zahraniční folklorní soubory. Na festivalu vystupují soubory profesionální i amatérské. Od roku 2009 je součástí festivalu i Dětská Strážnice, určená dětem a mládeži, původně samostatná akce, jejíž první ročník proběhl roku 1957 a konal se vždy týden před strážnickým festivalem, nebo v rámci oslav Mezinárodního dne dětí (kolem 1. června). Kořeny festivalu jsou v akci Slovácko ve zpěvu a tanci. Klíčovou osobností spjatou se vznikem akce byl Vladimír Boháč. Festival probíhá v amfiteátrech v zámeckém parku, ve vinohradnickém areálu a před usedlostmi ve strážnickém skanzenu. Programy komornějšího charakteru se rovněž konají v budově strážnického zámku.

## Znělka festivalu
Současná znělka MFF Strážnice je užívána od druhé poloviny padesátých let. Nikde v archivu se nepodařilo dohledat nic konkrétního k okolnostem vzniku, původu a první nahrávky. Nejstarší dochovaná verze pochází z roku 1957. Jedná se o sadu tzv. gramofonových fólií, na které si nechala kancelář slavností (MFF) zaznamenat znělku a ze kterých se pak hrávala v rámci festivalu a také v rozhlase města Strážnice. 
Současná nahrávka vznikla v roce 1980 a pro festival ji v brněnském rozhlase natočil B. Štourač, J. Budař a G. Horký. Existuje kopie ve fonotéce ČRo Brno pod evidenční číslem BOF006375.  
Od osmdesátých let se znělka hrávala z magnetofonových pásků, pak z magnetofonových kazet a zhruba od roku 2000 až doposud z CD nebo MP3. 
Autorství znělky je připisováno hudebnímu skladateli Jaromíru Podešvovi, který se v jisté periodě své tvůrčí činnosti tvorbě znělek a jiných příležitostných dílek nevyhýbal.

## Galerie

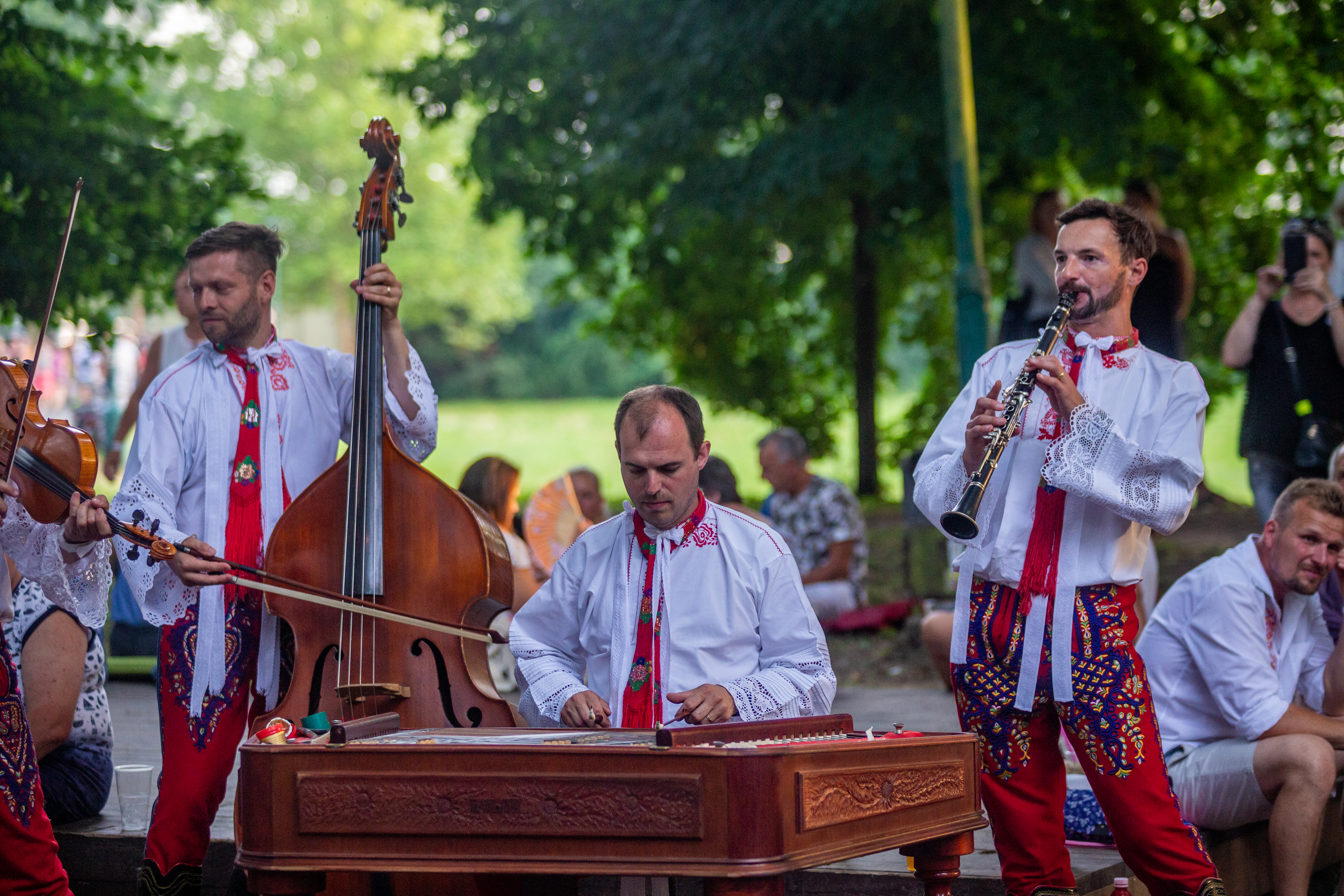
Vystoupení cimbálového souboru
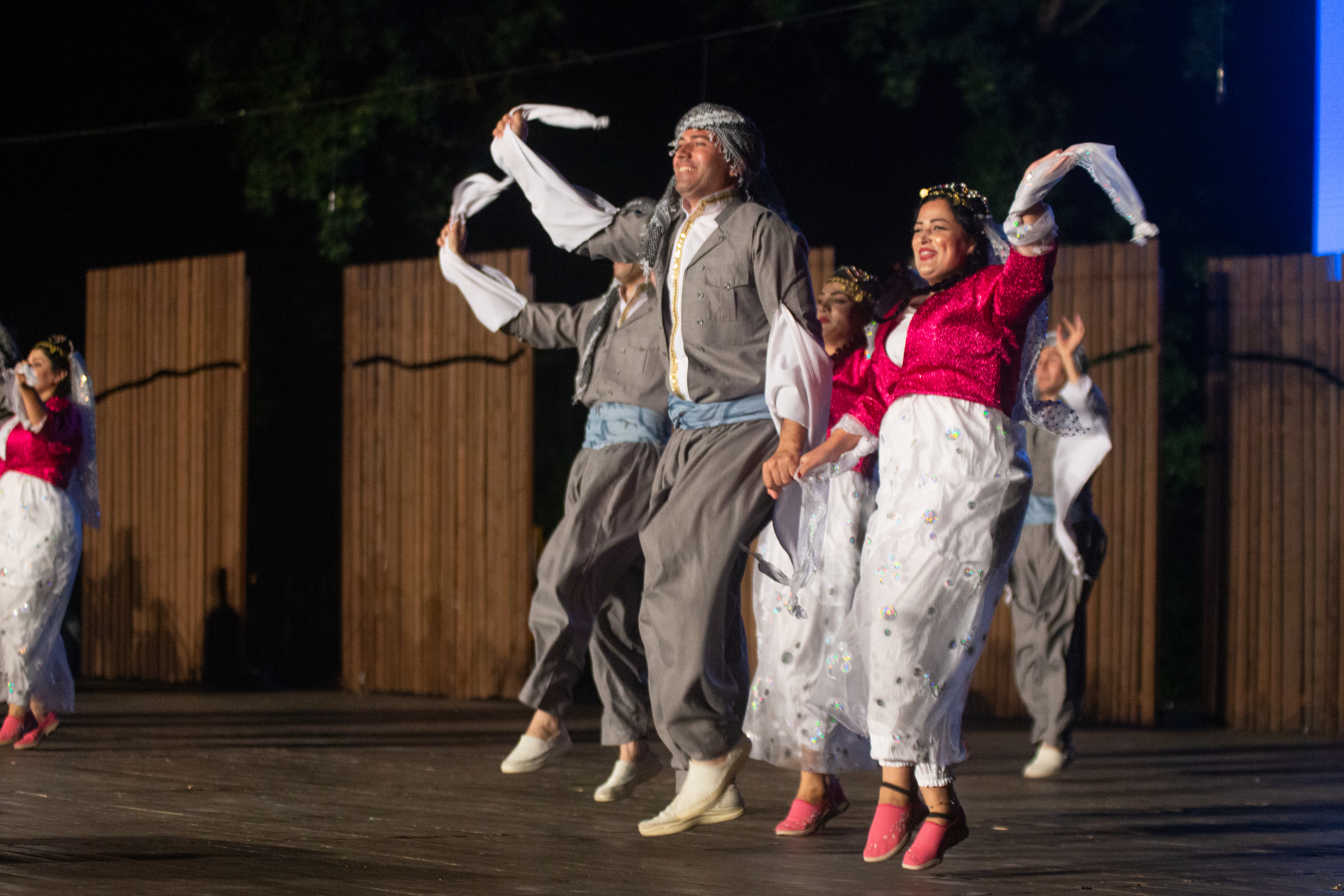
Erbílský národní kulturní soubor
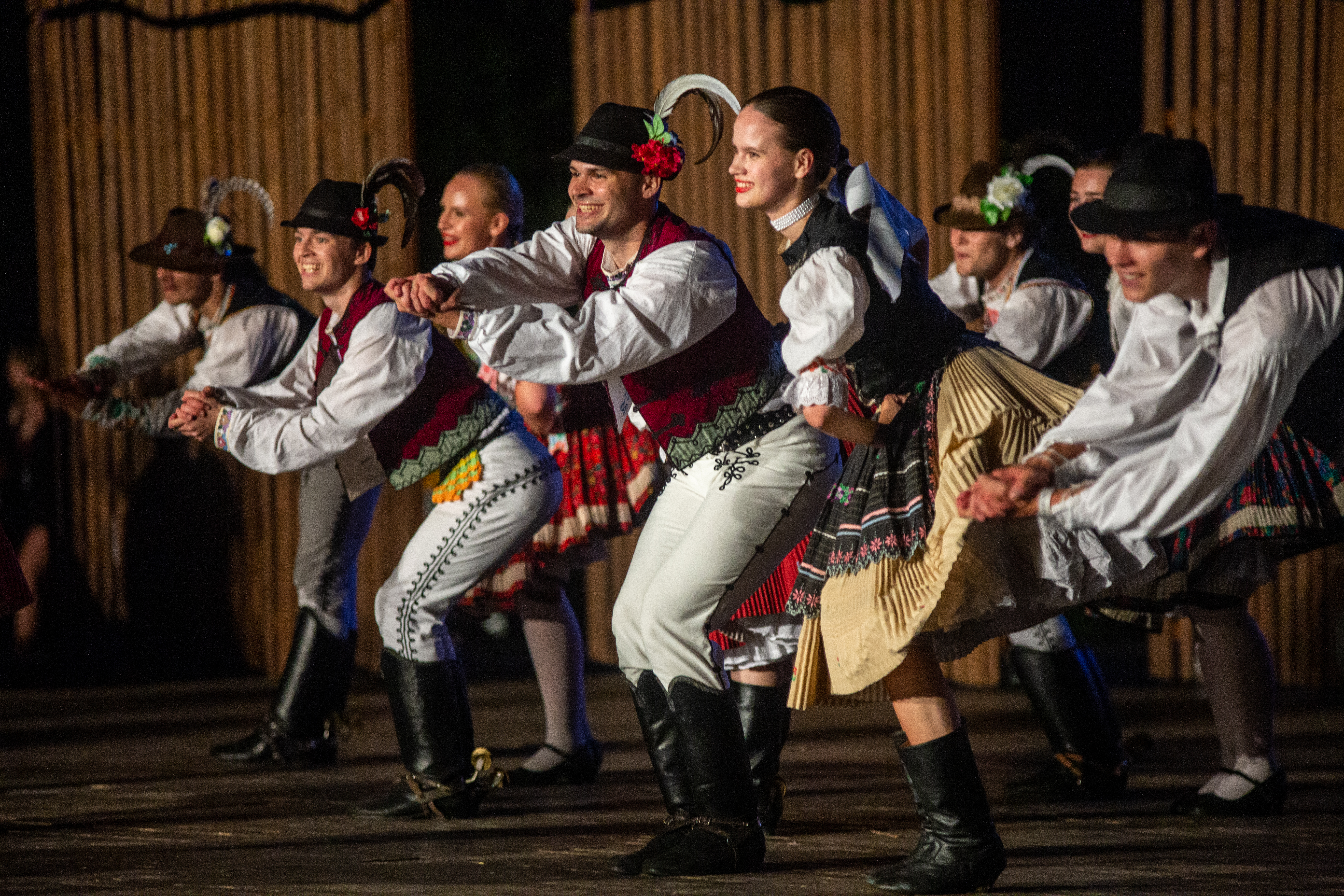
Folklórní soubor Zemplín (Slovensko)
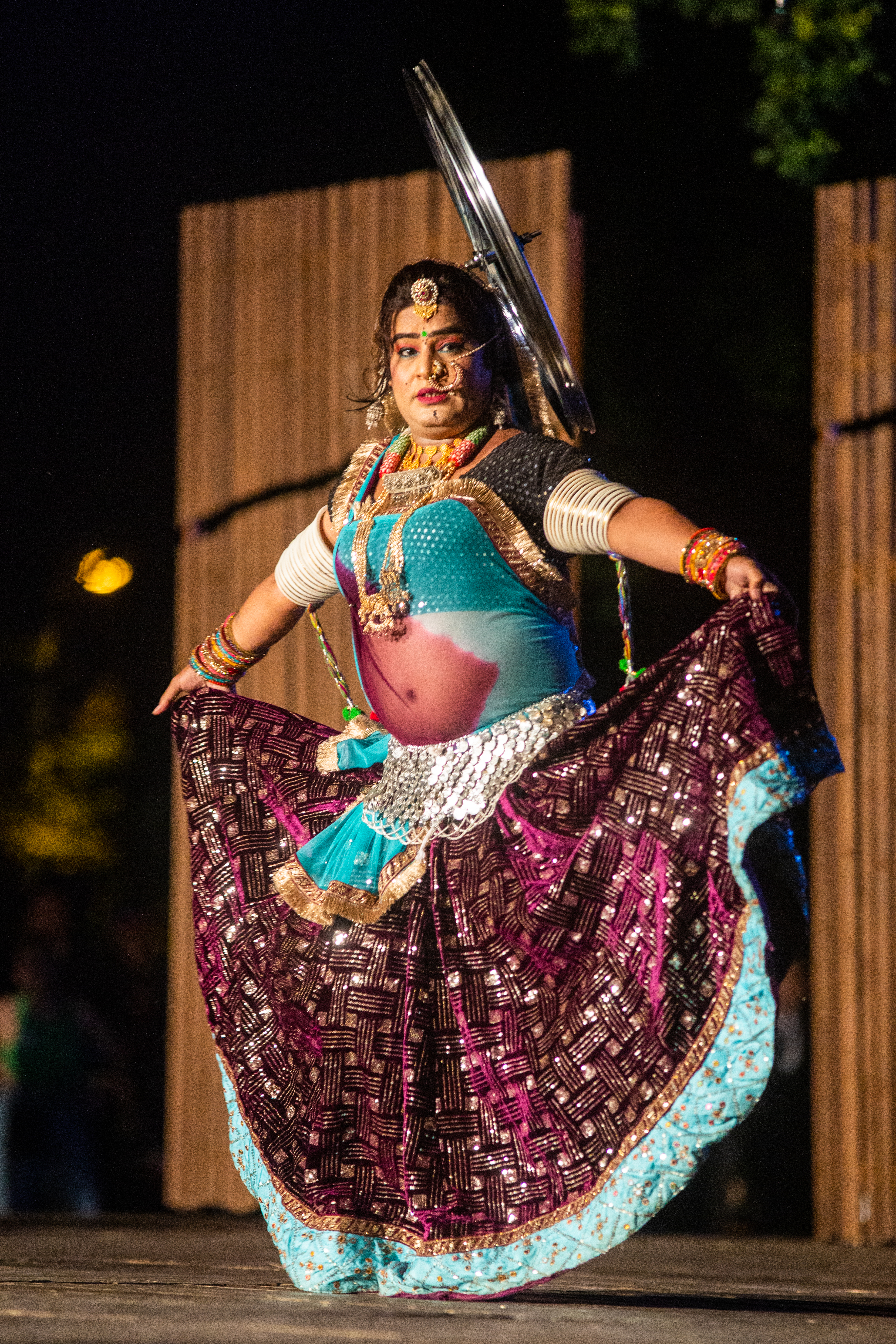
Marvar (Indie)
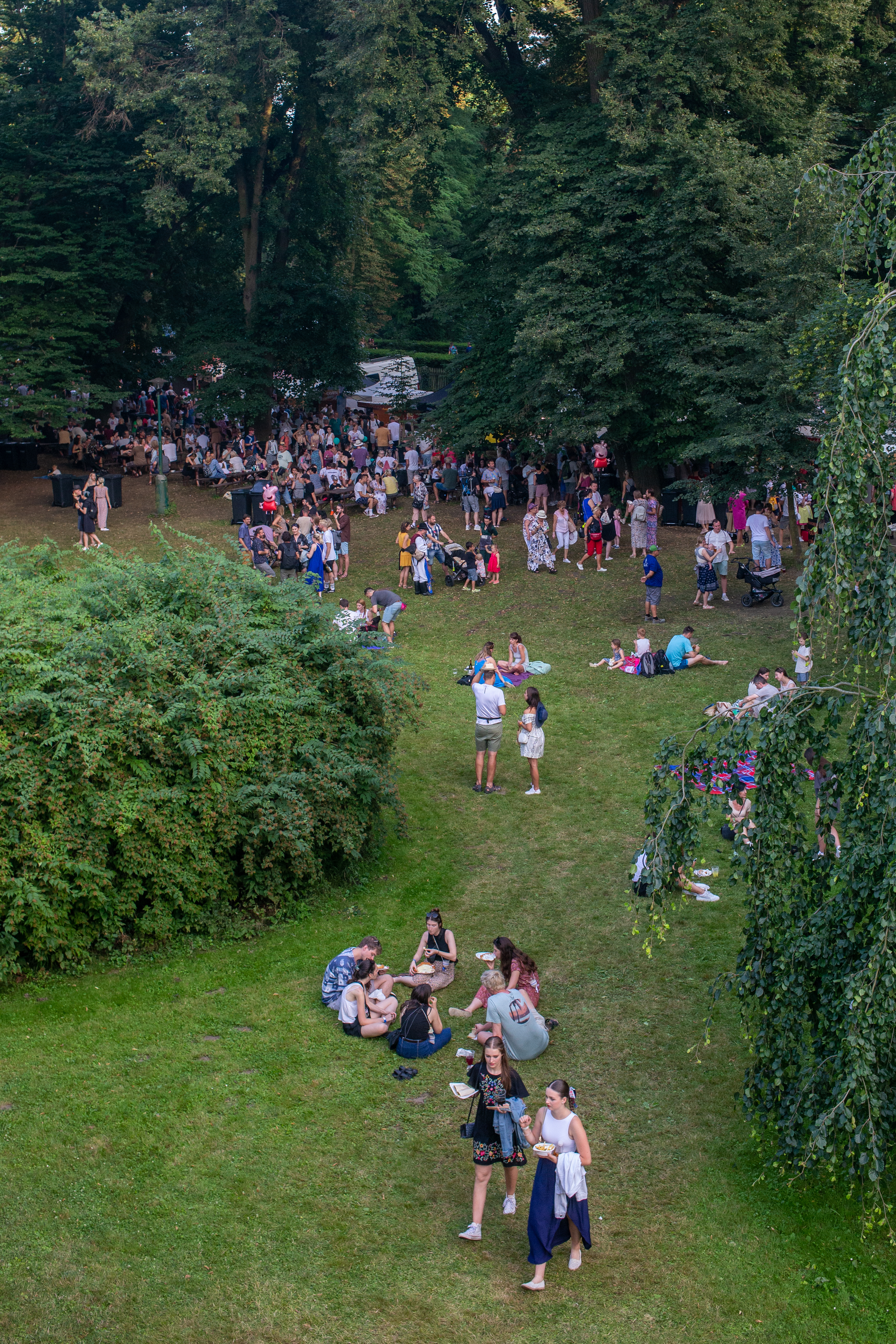
Návštěvníci festivalu
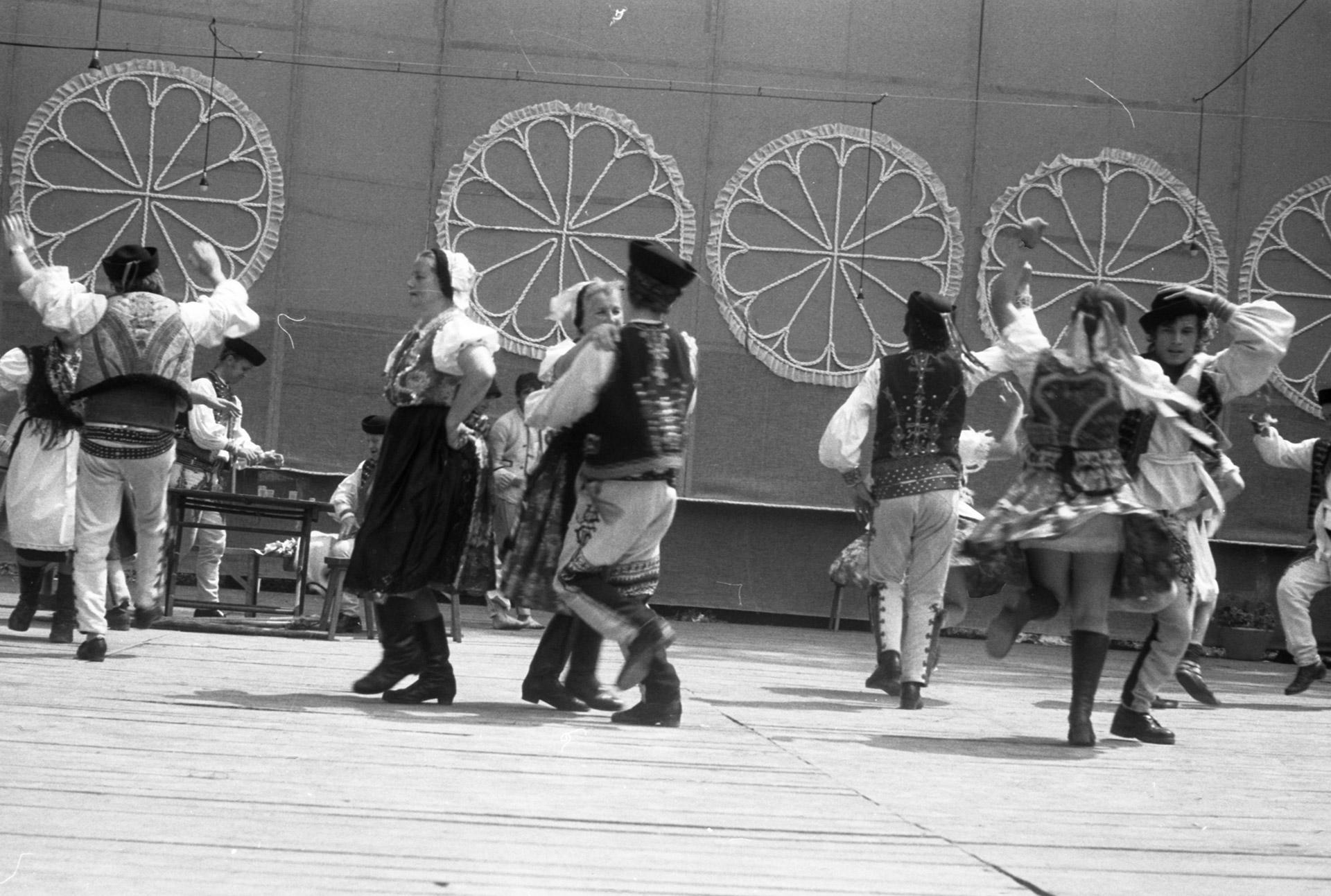
Festival v roce 1975